# Great Bend (Pennsylvanie)
Great Bend est un borough situé au nord du comté de Susquehanna, en Pennsylvanie, aux États-Unis,. En 2010, il comptait une population de 734 habitants, estimée au 1er juillet 2020 à 748 habitants.  Le borough est incorporé en novembre 1861.

## Démographie
Lors du recensement de 2010, le borough comptait une population de 734 habitants. Elle est estimée, en 2020, à 748 habitants.

### Source de la traduction
- (en) Cet article est partiellement ou en totalité issu de l’article de Wikipédia en anglais intitulé « Great Bend, Pennsylvania » (voir la liste des auteurs).